# Scarabaeus lucidulus
Scarabaeus lucidulus är en skalbaggsart som beskrevs av Karl Henrik Boheman 1860. Scarabaeus lucidulus ingår i släktet Scarabaeus och familjen bladhorningar. Inga underarter finns listade i Catalogue of Life.